# (37513) 5068 T-2
5068 T-2 (asteroide 37513) é um asteroide da cintura principal. Possui uma excentricidade de 0.23888250 e uma inclinação de 11.40066º.
Este asteroide foi descoberto no dia 25 de setembro de 1973 por Cornelis Johannes van Houten e Ingrid van Houten-Groeneveld e Tom Gehrels em Palomar.